# ملكة جمال الدولية 2022
ملكة جمال الدولية 2022 هي النسخة الستين من مسابقة ملكة جمال الدولية ، اقيمت في 2022 في باسيفيكو يوكوهاما ، مدينة يوكوهاما ، مقاطعة كاناغاوا ، اليابان. سيريثورن ليراموات من تايلاند ستتوج خليفتها في نهاية الحدث. هذه هي المرة الثانية التي يتم فيها إلغاء مسابقة ملكة جمال العالم منذ عام 1966 ، بسبب جائحة كوفيد-19. كان من المقرر بدأ الحدث بالحجر الصحي في أكتوبر 2021 ، بينما ليلة التتويج النهائية في نوفمبر 2021 في باسيفيكو يوكوهاما ، مدينة يوكوهاما ، ومع ذلك ، نظرًا لوباء كوفيد-19 ، فقد تم تغيير موعد للمرة مرتين على التوالي ؛ أولاً في عام 2021 ، ولاحقًا حتى عام 2022.

## النتائج

### المراكز النهائية
| النتائج النهائية       | المتنافسة |
| ---------------------- | --- |
| ملكة جمال الدولية 2022 | - ألمانيا - ياسمين سيلبرج |
| الوصيفة الأولى         | - الرأس الأخضر - ستيفاني أمادو § |
| الوصيفة الثانية        | - بيرو - تاتيانا كالميل § |
| الوصيفة الثالثة        | - كولومبيا - ناتاليا لوبيز كاردونا |
| الوصيفة الرابعة        | - جمهورية الدومينيكان - سيلين سانتوس |
| أفضل 8                 | - كندا - ماديسون كفالتين - جامايكا - إسرائيل هاريسون - أسبانيا - جوليانا رو |
| أفضل 15                | - كوستاريكا - ماهيلا روث - فنلندا - آنا ميريما - فرنسا - مايا ألبرت - نيوزيلندا - ليديا سميث - جزر ماريانا الشمالية - سافانا ديلوس سانتوس § - الفلبين - هانا أرنولد - المملكة المتحدة - إيفانجيلين التشمانار |

## الخلفية

### إلغاء مسابقة 2020 إعادة الجدولة
أعلنت منظمة ملكة الجمال الدولية في 15 يناير عام 2020، أن مسابقة 2020 ستجرى في 21 أكتوبر 2020 في قاعة مدينة طوكيو دوم، بونكيو، طوكيو ، اليابان ، بينما سيقضي المتسابقون بضعة أيام في يوكوهاما. في 12 يونيو 2020 أعلنت منظمة ملكة جمال الدولية إلغاء المسابقة السنوية لعام 2020 بسبب جائحة كوفيد-19 ، مما جعلها المرة الثانية في تاريخ المسابقة التي تم إلغاؤها على الإطلاق ، وكانت الأولى في عام 1966 عندما قررت لونغ بيتش ، الولايات المتحدة إيقاف المسابقة بشكل دائم.
في 29 يناير 2021 ، بعد الإعلان عن دورة الألعاب الأولمبية الصيفية في طوكيو 2020 والتي كانت مقررة في الفترة من يوليو إلى أغسطس 2021 ، أعلن رئيس منظمة ملكة جمال الدولية أكيمي شيمومورا ، أن ليلة التتويج النهائية لملكة جمال العالم 2021 سيتم تحديد موعدها في نوفمبر 2021 في باسيفيكو يوكوهاما ، مدينة يوكوهاما. اليابان.

## المتسابقات
تم اختيار 45 مندوبة.
| البلد / الإقليم     | اسم المتسابقة                        | العمر | بلد المنشأ              | مجموعة القارية | ملاحظات |
| ------------------- | ------------------------------------ | ----- | ----------------------- | -------------- | ------- |
| بوليفيا             | كارولينا فرنانديز ميناتشو            | 23    | كوبيخا                  | الأمريكتان     |         |
| البرازيل            | إيزابيلا أوليفيرا                    | 23    | ريو دي جانيرو           | الأمريكتان     |         |
| كمبوديا             | تشيا شاراني                          | 26    | باتامبانج               | آسيا           |         |
| كندا                | تمارا جيموفيتش                       | 27    | تورنتو                  | الأمريكتان     |         |
| تشيلي               | كاتالينا هوينولاو أولموس             | 23    | تيموكو                  | الأمريكتان     |         |
| كولومبيا            | ناتاليا لوبيز كاردونا                | 23    | سيركاسيا                | الأمريكتان     |         |
| جزر كوك             | إيما تيبايرو كينوكو والش             | 26    | أيتوتاكي                | أوقيانوسيا     |         |
| كوستاريكا           | ماهيلا روث بينافيدس                  | 23    | كاهويتا                 | الأمريكتان     |         |
| كوت ديفوار          | مارلين كواديو                        | 18    | ياموسوكرو               | أفريقيا        |         |
| جمهورية التشيك      | ناتالي كوسيندوفا                     | 21    | كارفينا                 | أوروبا         |         |
| جمهورية الدومينيكان | سيلين سانتوس فرياس                   |       | لا ألتاجراسيا           | الأمريكتان     |         |
| الإكوادور           | فاليريا غوتيريز بينتو                | 22    | غواياكيل                | الأمريكتان     |         |
| السلفادور           | إيريس يازمينهي غيرا ريفيرا           | 26    | سانتا آنا مونيسباليتي   | الأمريكتان     |         |
| فنلندا              | آنا ماركوناه ميريما                  | 24    | توركو                   | أوروبا         |         |
| فرنسا               | ماي ألبرت                            | 24    | تارن                    | أوروبا         |         |
| غانا                | جينيفر ديكو                          | 27    | سيكوندي تاكورادي        | أفريقيا        |         |
| غوادلوب             | ميليسا بكري جمبوت                    | 22    | مورن-آه-لو              | الأمريكتان     |         |
| غوام                | فرانكي لين اجون هيل                  | 22    | شالان باجو أوردوت       | أوقيانوسيا     |         |
| هندوراس             | غابرييلا كريستابيل إيرياس باز مورغان | 27    | إدارة فرانسيسكو مورازان | الأمريكتان     |         |
| هونغ كونغ           | روزماري لينغ وانوي                   | 23    | تاي بو                  | آسيا           |         |
| الهند               | زويا افروز                           | 26    | لكهنؤ                   | آسيا           |         |
| اندونيسيا           | بوتو أيو ساراسواتي                   | 23    | دنباسار                 | آسيا           |         |
| اليابان             | تشيهو تيراوتشي                       | 27    | توتشيغي                 | آسيا           |         |
| كينيا               | سيندي إيسندي موتسوتو                 | 24    | كاكاميغا                | أفريقيا        |         |
| ماكاو               | دينيل وونغ جيالات                    | 24    | كوتاي                   | آسيا           |         |
| مدغشقر              | فاراتيانا راندريامارو                | 26    | إيهورومبي               | أفريقيا        |         |
| مالطا               | نيكول جوميرا أجيوس                   | 26    | الرباط                  | أوروبا         |         |
| موريشيوس            | أفاكانكوت ميميرو                     | 24    | بورت لويس               | أفريقيا        |         |
| المكسيك             | يوريديا دوران                        | 22    | أهواكاتلان              | الأمريكتان     |         |
| نيبال               | سانديا ميجنا شارما                   | 27    | مقاطعة ماهوتاري         | آسيا           |         |
| نيوزيلندا           | سيدني فاي باترز                      | 19    | أوكلاند                 | أوقيانوسيا     |         |
| نيكاراغوا           | شيرلي مانتيليل كاسكو                 | 27    | خينوتيغا                | الأمريكتان     |         |
| نيجيريا             | بريسيوس نجاسينج أوبيسوسو             | 25    | لاغوس                   | أفريقيا        |         |
| شمال ماريانا        | سافانا لين ريلوكس ديلوس سانتوس       | 27    | سايبان                  | أوقيانوسيا     |         |
| بنما                | فاليريا إستيفانيا فرانشيسكي          | 19    | سان ميغيليتو            | الأمريكتان     |         |
| باراغواي            | أريان فانيسا ماسيل                   | 25    | أسونسيون                | الأمريكتان     |         |
| بيرو                | ميشيل لوبيز أورتيغا                  | 27    | إيكا                    | الأمريكتان     |         |
| الفلبين             | هانا أرنولد                          | 25    | بالود                   | آسيا           |         |
| بورتوريكو           | ناتاليا كولون فيغيروا                | 25    | كاتانيو                 | الأمريكتان     |         |
| رومانيا             | آدا ماريا إليانا كريبو               | 24    | بوخارست                 | أوروبا         |         |
| سيشيل               | كيلي ماري أنيت                       | 24    | ماهيه                   | أفريقيا        |         |
| جمهورية سلوفاكيا    | فيكتوريا بودمانيكا                   | 18    | بانسكا بيستريتسا        | أوروبا         |         |
| أوروغواي            | بيتينا جانتان مارجني فيلس            | 23    | أرتيجاس                 | الأمريكتان     |         |
| المملكة المتحدة     | إيفانجلين التشمانار                  | 21    | برمنغهام                | أوروبا         |         |
| الولايات المتحدة    | ماريتسا ساياليرو بلاتيس              | 21    | تشارلستون               | الأمريكتان     |         |
| أوزبكستان           | نيجينا فخر الدينوفا                  | 28    | طشقند                   | آسيا           |         |
| فنزويلا             | إيزبل كريستينا بارا سانتوس           | 26    | كاراكاس                 | الأمريكتان     |         |
| فيتنام              | فام نجوك فونج آنه                    | 23    | مدينة هو تشي منه        | آسيا           |         |

## الروابط الخارجية
- موقع ملكة جمال الدولية الرسمي